# Henridorff
Henridorff là một xã trong vùng Grand Est, thuộc tỉnh Moselle, quận Sarrebourg, tổng Phalsbourg. Tọa độ địa lý của xã là 48° 44' vĩ độ bắc, 07° 12' kinh độ đông. Henridorff nằm trên độ cao trung bình là m mét trên mực nước biển, có điểm thấp nhất là 215 mét và điểm cao nhất là 367 mét. Xã có diện tích 7,31 km², dân số vào thời điểm 1999 là 531 người; mật độ dân số là 72 người/km². Xã cách khoảng 12 km về phía đông của Sarrebourg, thuộc Pháp từ năm 1661.

## Thông tin nhân khẩu
| 1962 | 1968 | 1975 | 1982 | 1990 | 1999 |
| ---- | ---- | ---- | ---- | ---- | ---- |
| 600  | 627  | 590  | 537  | 493  | 531  |